# Ephippiochthonius remyi
Espèce
Synonymes
- Chthonius remyi Heurtault, 1975

Ephippiochthonius remyi est une espèce de pseudoscorpions de la famille des Chthoniidae.

## Distribution
Cette espèce est endémique de Corse en France. Elle se rencontre dans le trou de Nuaïa dans la Punta Calcina à Conca.

## Description
Le mâle mesure 2,2 mm.

## Publication originale
- Heurtault, 1975 : Deux nouvelles espèces de pseudoscorpions Chthoniidae (Arachnides) cavernicoles de Corse: Chthonius (E.) remyi et Chthonius (E.) siscoensis. Annales de Spéléologie, vol. 30, p. 313-318.